# Cannolo

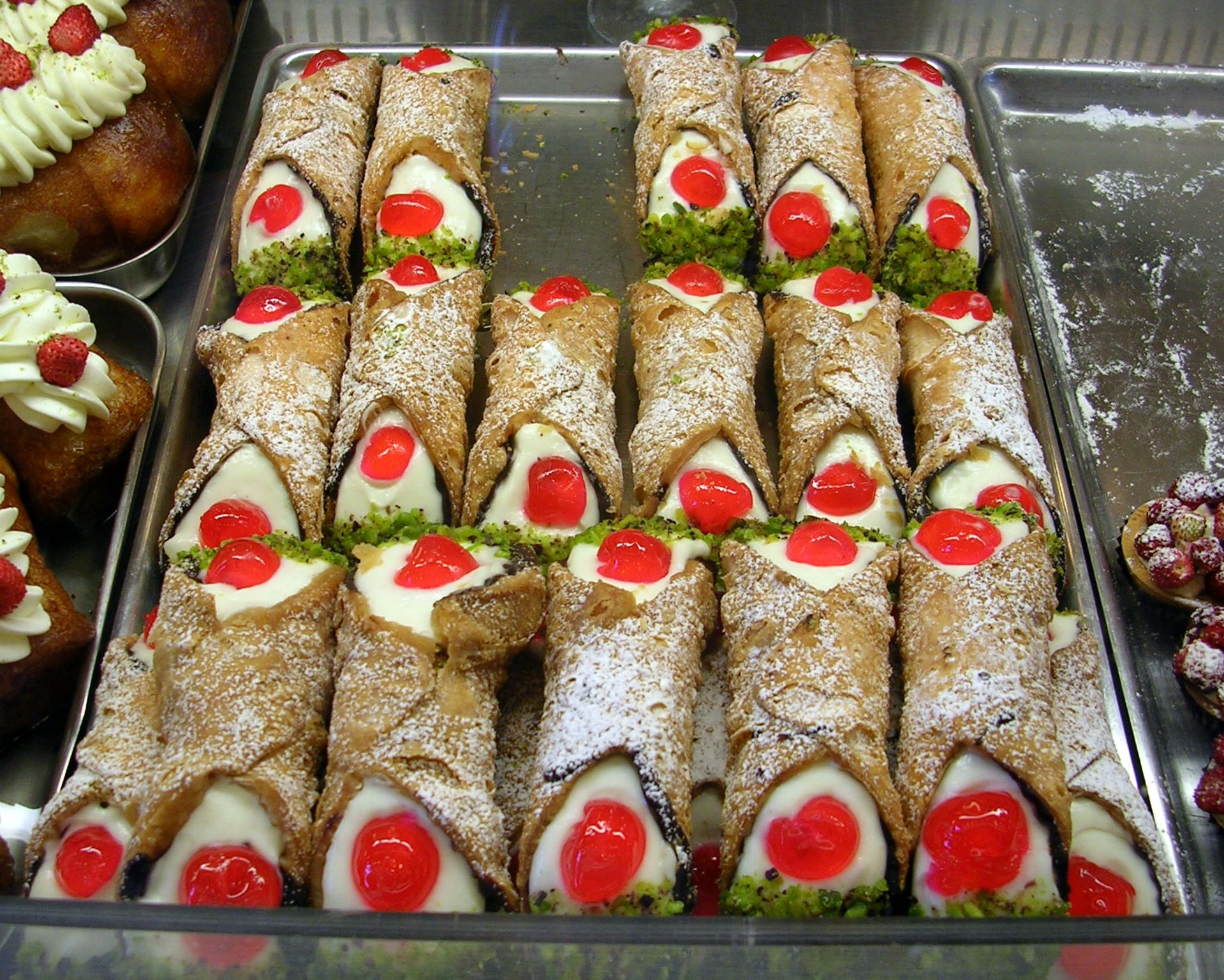
Cannoli

Cannolo /kan’nɔ:lo/ (l.m. cannoli) – deser sycylijski; rurki z chrupiącego ciasta nadziane kremem z sera ricotta.
Legenda mówi, że cannoli pierwszy raz zostały stworzone w IX wieku w miasteczku Caltanissetta na Sycylii przez nałożnice emira, jako hołd dla jego potencji.